# Scuola Cheng di Baguazhang
La Scuola Cheng di Baguazhang (程派八卦掌, Chengpai Baguazhang) è un ramo dello stile Baguazhang creato da Cheng Tinghua. Viene anche chiamato anche Chengshi Baguazhang (程氏八卦掌, Baguazhang del cognome Cheng). In questo stile viene utilizzata un atteggiamento del palmo detto Longzhaozhang (龙爪掌, Palmo ad Artiglio di Drago). Anche questa branca ha come base i Bamuzhang (八母掌, Otto Palmi Madre) e, siccome il suo fondatore era molto esperto nello Shuaijiao, caratterizzato dalla presenza di numerose tecniche di caduta.
Dei Bamuzhang, si ritiene che solamente le prime tre tecniche di Palmo siano state insegnate da Cheng Tinghua e perciò sono chiamate Laosanzhang (老三掌, I tre palmi antichi). Essi sono:
- danhuanzhang (單換掌, Cambio singolo di palmo);
- shuanghuanzhang (雙換掌, Cambio doppio di palmo);
- shunshizhang (順勢掌, Palmo della forza scorrevole).

Secondo il maestro Liu Jingru (刘敬儒) è dal 1949 attraverso scambi con le altre branche di Baguazhang che la Scuola Cheng utilizza tutti i Badazhang. Questo è un elenco secondo gli insegnamenti di Cheng Youlong (程有龙): 1) danhuanzhang (单换掌); 2) shuanghuanzhang (双换掌); 3) shunshizhang (顺势掌); 4) beishenzhang (背身掌, il palmo dietro la schiena); 5) fanshenzhang (翻身掌, il palmo ruotando in senso contrario); 6) moshenzhang (磨身掌, il palmo del muovere lentamente il corpo); 7) zhuanshenzhang (转身掌, il palmo girando il corpo); 8) huishenzhang (回身掌, palmo del corpo sinuoso).